# Podvorec
Podvorec är en ort i Kroatien.   Den ligger i länet Varaždin, i den nordöstra delen av landet, 30 km nordost om huvudstaden Zagreb. Podvorec ligger 160 meter över havet och antalet invånare är 123.
Terrängen runt Podvorec är platt österut, men västerut är den kuperad. Runt Podvorec är det tätbefolkat, med 493 invånare per kvadratkilometer. Närmaste större samhälle är Sveti Ivan Zelina, 9,0 km söder om Podvorec. Omgivningarna runt Podvorec är en mosaik av jordbruksmark och naturlig växtlighet.